# Päpstliches Äthiopisches Kolleg
Das Päpstliche Äthiopische Kolleg (italienisch Pontificio Collegio Etiopico) im Vatikanstaat ist ein Päpstliches Kolleg für Seminaristen und Priester der Äthiopisch-katholischen Kirche und der Eritreisch-Katholischen Kirche.

## Geschichte
Die erste Dokumentation verweist auf das Jahr 1351, in diesem Jahr waren die ersten Pilger aus Äthiopien in der Heiligen Stadt Rom. Eine weitere Datierung ist die Teilnahme äthiopischer Geistlicher auf dem Konzil von Florenz im Jahr 1431. Der Überlieferung nach soll Papst Sixtus IV. (1471–1484) den Geistlichen und Pilgern aus Äthiopien das Gästehaus und die kleine Kirche Santo Stefano Maggiore, die nach dem hl. Stephanus benannt ist, auf dem vatikanischen Hügel zugewiesen haben. Das Hospiz diente bis in das Jahr 1919 den Pilgern aus Äthiopien und später aus Eritrea als Herberge. Papst Benedikt XV. (1914–1922) ließ das Haus renovieren und genehmigte die Einrichtung einer Bildungseinrichtung, aus dem Hospiz wurde damit ein Päpstliches Kolleg. Die ersten Seminaristen aus Äthiopien kamen 1919 nach Rom. Das Haus diente auch den äthiopischen Königen als Unterkunft, wenn sie in Rom weilten. Papst Pius XI. (1922–1939) wies dem Kolleg einen neuen, größeren Standort in den Vatikanischen Gärten zu und beauftragte Giuseppe Momo mit der Errichtung des heutigen Gebäudes (1928–1931). Das ursprüngliche Hospiz wurde in den 1930er Jahren (mit Ausnahme der Kirche Santo Stefano Maggiore, die renoviert wurde) abgerissen. Im Jahr 1930 wurde dem Priesterseminar schließlich der Status eines Päpstlichen Seminars verliehen. Als geistlicher Fürsprecher wird der hl. Justin De Jacobis (siehe hierzu auch: Guglielmo Massaia) verehrt.

## Organisation
Der Rektor wird von der Bischofskonferenz von Äthiopien und Eritrea, die ihre Versammlungen im Kolleg abhält, und dem Generalat der Lazaristen vorgeschlagen und vom Dikasterium für die orientalischen Kirchen bestätigt. Seine Amtszeit beträgt sechs Jahre. Die Lehrer des Kollegs sind Kleriker aus Äthiopien und Eritrea, die den Ritus der Äthiopisch-katholischen Kirche lehren. Die Amts- und Lehrsprachen sind die Amharische Sprache und Tigrinya. Die häusliche Betreuung wird von zwei Brüdern der Lazaristen und einigen Nonnen wahrgenommen.
Die Geistlichen und Seminaristen des Kollegs betreuen nebenamtlich die äthiopisch-eritreische Gemeinde der ehemaligen Titelkirche San Tommaso in Parione in Rom. Hier feiern sie die Heilige Messe nach dem lateinischen Ritus. In der kleinen Kollegkirche „Santo Stefano degli Abissini“ werden Gottesdienste im Äthiopischen Ritus zelebriert.